# Pavel Lungin
Pavel Lungin (12 de julho de 1949) é um diretor de cinema russo.